# Ilga Šuplinska
Ilga Šuplinska, née le 16 avril 1970, est une femme politique lettone. 
De 2019 à 2021, elle est ministre de l'Éducation au sein du gouvernement d'Arturs Krišjānis Kariņš.

## Biographie
Le 23 janvier 2019, elle devient ministre de l'Éducation et de la Science dans le gouvernement Kariņš I nouvellement créé.